# Simone Iacone
Simone Iacone (Pescara, 8 februari 1984) is een Italiaans autocoureur.

## Carrière
Iacone had een succesvolle carrière in het karting, waarbij hij in 1996 en 1997 als tweede eindigde in het nationale kampioenschap.
In 2003 stapte Iacone over naar de Italiaanse Alfa Challenge. Ondanks dat hij hier geen overwinningen behaalde, eindigde hij wel zeven keer in tien races op het podium, waardoor hij het kampioenschap en de Under 25-titel won. In 2004 won hij de Europese Alfa Romeo 147 Challenge met drie overwinningen op het Autodromo Nazionale Monza, het Circuit Ricardo Tormo Valencia en Spa-Francorchamps.
In 2006 stapte Iacone over naar het Italian Superturismo Championship, waar hij voor het team Zerocinque Motorsport als zesde in het kampioenschap eindigde. Twee raceweekenden van het kampioenschap waren tevens raceweekenden in het World Touring Car Championship. Hierin was een elfde plaats in de tweede race op Monza zijn beste resultaat.
In 2010 won Iacone de Italiaanse Seat Leon Supercopa met vier overwinningen. Hierna stapte hij over naar het Italiaanse GT-kampioenschap, waar hij achtereenvolgens als 15e en 37e in het kampioenschap eindigde.